# 월광변주곡
《월광변주곡》(月光变奏曲)은 2021년 방송되었던 중국의 드라마이다. 아이치이 국제판에서 중국과 동일한 일정으로 한글 자막을 통해 시청할 수 있다.

## 줄거리
- 인터넷 시대에 편집자는 필요 없다던 신예 인기 작가 주천은 편집자인 초례와 함께 일하게 된다. 서로가 수년 동안 교류해 온 랜선친구라는 걸 알게 되면서, 주천은 두 얼굴의 사나이로 변하게 되는데...

## 등장 인물
- 위수신 - 초례 역
- 딩위시 - 주천 역
- 양시제 (杨仕泽) - 강여성 역
- 마음음 (马吟吟) - 고백지 역
- 왕정 (王汀) - 위야오 역
- 친페이 - 샤라오쉬 역
- 주영등 (朱泳腾) - 량충랑 역
- 주박 (周璞) - 라오먀오 역
- 화동 (花潼) - 아상 역
- 경여양 (景如洋) - 두요요 역
- 하흔림 (何昕霖) - 색향 역
- 동가비 (董可飞) - 허마 역
- 엽소위 (叶筱玮) - 윤폐이 역
- 백극력 (百克力) - 쑤푸 역